# Colonna sonora delle serie Chrono
La musica delle serie di videogiochi Chrono, comprendenti Chrono Trigger, Radical Dreamers, e Chrono Cross è stata principalmente composta da Yasunori Mitsuda.

## Album

### Chrono Trigger Original Sound Version
La Chrono Trigger Original Sound Version è una colonna sonora della musica di Chrono Trigger, prodotta da Yasunori Mitsuda e Mitsunobu Nakamura. La colonna sonora comprende tre dischi e 64 tracce, coprendo una durata di 2 ore e 30 minuti. È stata pubblicata da Polystar il 20 maggio 1996, e ripubblicata il 1º ottobre 2004.
Yasunori Mitsuda è stato il compositore della maggior parte della colonna sonora, con il contributo di Nobuo Uematsu. Uematsu compose Silent Light, Mystery of the Past, People Who Threw Away the Will to Live, Bike Chase, Underground Sewer, Primitive Mountain, Burn! Bobonga!, Tyran Castle, Sealed Door e Demo - Mystery of the Past; arrangiò Boss Battle 1, composta da Noriko Matsueda.
Esistono varie versioni dell'album, tutte accomunate dal logo di Chrono Trigger e dal testo giapponese a fianco. La versione FXCD-016 presenta molte insegne fx e la mancanza del testo giapponese sotto "Chrono Trigger Original Sound Version" e del logo TM a fianco del logo Chrono Trigger.
La prima traccia del terzo CD, Singing Mountain, non è mai apparsa durante il gioco.
La colonna sonora completa per la versione finale del gioco è come segue:
| Disco 1 | Disco 2 | Disco 3 |
| --- | --- | --- |
| 1. A Premonition 2. Chrono Trigger 3. Waking Up in the Morning 4. Peaceful Days 5. Memories of Green 6. Guardia Kingdom Millennial Fair 7. Gonzales's Song 8. A Peculiar Happening 9. The Wind's Yearning 10. Goodnight 11. Secret of the Dense Woods 12. Battle 13. Guardia Castle ~Courage and Pride~ 14. Huh!? 15. Manoria Convent 16. A Prayer to the Travellers… 17. Silent Light 18. Boss Battle 1 19. Frog's Theme 20. Fanfare 1 21. The Kingdom Trial 22. Hidden Truth 23. A Tight Squeeze | 1. World in Ruins 2. Mystery of the Past 3. Dome-16's Ruins 4. People Who've Abandoned the Will to Live 5. Lavos' Theme 6. World's Final Day 7. Johnny of the Robot Hotrod Squad 8. Bike Chase 9. Robo's Theme 10. Remains of the Factory 11. Battle 2 (unreleased track) 12. Fanfare 2 13. The Brink of Time 14. Amusing Spekkio 15. Fanfare 3 16. Underground Waterway 17. Boss Battle 2 18. Primitive Mountain 19. Ayla's Theme 20. Rhythm of the Wind, Sky, and Earth 21. Burn! Bobonga! 22. Warlock's Castle 23. Insane Melody 24. Warlock Battle | 1. Singing Mountain (unreleased track) 2. Tyran Castle 3. At the Bottom of Night 4. Corridor of Time 5. Zeal Palace 6. Schala's Theme 7. Sealed Gate 8. Undersea Temple 9. Chrono and Marle ~Distant Promise~ 10. Silvard ~Wings Tearing Through Time~ 11. Dream of Black 12. Determination 13. Time of World Revolution 14. Last Battle 15. Festival of the Stars 16. Epilogue ~To Close Friends~ 17. To the Outskirts of Time |

Altre versioni e composizioni rimasterizzate comprendono Chrono Trigger '99 (riarraggiamento orchestrale) e Chrono Trigger Official Soundtrack: Music from Final Fantasy Chronicles (tracce rifatte).

### Chrono Trigger Arranged Version: The Brink of Time
La Chrono Trigger Arranged Version: The Brink of Time è un album di arrangiamenti jazz della musica di Chrono Trigger, composta da Yasunori Mitsuda, arrangiata da Hiroshi Hata, Hidenori Ohtsuki e Gizaemon de Furuta, ed eseguita dalla band Guido. La colonna sonora comprende un disco e 10 tracce, coprendo una durata di 53 minuti. È stata pubblicata da NTT Publishing il 25 giugno 1995.
| 1. Chrono Trigger 2. Secret of Forest 3. Zeal Palace 4. Warlock Battle 5. Chrono Corridor 6. Undersea Palace 7. World Revolution 8. The Brink of Time 9. Guardia Millennial Fair 10. Outskirts of Time |

### Radical Dreamers
Le musiche di Radical Dreamers, composte da Yasunori Mitsuda, comprendono 15 tracce. Alcune di esse, tra cui Gale, Frozen Flame, Snakebone Mansion sono state poi riarrangiate ed usate in Chrono Cross.
| 1. Summer Day 2. Under the Moonlight 3. Strange Presentiment 4. Sneaking Around 5. Gale 6. Snakebone Mansion 7. The Girl who Stole the Stars 8. Far Promise ~ Dream Shore 9. Requiem ~ Dream Shore 10. Frozen Flame 11. Portal to Open Grounds 12. Facing 13. Final Confrontation 14. Epilogue ~ Dream Shore 15. Ending ~ Nusumenai Hōseki |

### Chrono Cross Original Soundtrack
La Chrono Cross Original Soundtrack è una colonna sonora della musica di Chrono Cross, composta da Yasunori Mitsuda. La colonna sonora comprende tre dischi e 67 tracce, coprendo una durata di 3 ore. È stata pubblicata dalla Digicube il 18 dicembre 1999.
| Disco 1 ("Beginning") | Disco 2 ("Succession") | Disco 3 ("Change") |
| --- | --- | --- |
| 1. Chrono Cross ~Scars of Time~ 2. Between Life and Death 3. Arni Village ~Home World~ 4. Fields of Time ~Home World~ 5. Dancing the Tokage ~Lizard Dance~ 6. Reminiscing ~Unerasable Memory~ 7. On the Beach of Dreams ~Another World~ 8. Arni Village ~Another World~ 9. Ephemeral Memory 10. Lost Fragments 11. Drowned Valley 12. Termina ~Another World~ 13. Departed Souls 14. Forest of Illusion 15. Viper Mansion 16. Victory ~A Gift of Spring~ 17. A Child Lost in Time 18. Guldove ~Another World~ 19. Hydra Marshes 20. Fragment of a Dream 2 21. Voyage ~Another World~ 22. Ghost Ship 23. Death Volcano 24. Fortress of Ancient Dragons 25. Grief | 1. Beginning of a Dream 2. A Narrow Space Between Dimensions 3. Termina ~Home World~ 4. The Dragons 5. Voyage ~Home World~ 6. Guldove ~Home World~ 7. Marbule ~Home World~ 8. Zelbess 9. The Splendidly Grand Magic Troupe 10. Nap 11. Chronomantique 12. Dilemma 13. Optimism 14. Isle of the Dead 15. Dead Sea/Tower of Destruction 16. Prisoners of Fate 17. A Light for Lost Hopes 18. Island of the Earth Dragon 19. Navel of the World 20. Gale 21. Victory ~A Cry in Summer~ 22. Marbule ~Another World~ 23. Magic from the Fairies 24. Etude 1 25. Etude 2 26. Magical Dreamers ~The Wind, Stars, and Waves~ | 1. Garden of the Gods 2. Chronopolis 3. Fate ~The God of Destiny~ 4. Jellyfish Sea 5. Burning Orphanage 6. The Girl Who Stole the Stars 7. The Dream that Time Dreams 8. Dragon's Prayer 9. Tower of Stars 10. Frozen Flame 11. Dragon God 12. Dark Realms of Time 13. Life ~A Distant Promise~ 14. Reminiscing -Unerasable Memory 15. Radical Dreamers ~Unstolen Jewel~ 16. Fragment of a Dream |

Un arrangiamento acustico della musica di Chrono Cross era stato citato da Mitsuda come progetto da realizzare nel 2007.